# Proseniella operosa
Proseniella operosa là một loài bướm đêm trong họ Noctuidae.